# Martim Esteves Boto
Martim Esteves Boto foi um militar e jurista português.

## Família
Filho de Estêvão Anes Boto e de sua mulher Maria Anes.

## Biografia
Alguns autores dão-no como o ganhador do apelido Boto. Foi notável Jurisconsulto que serviu a Casa Real Portuguesa desde D. João I de Portugal a D. Afonso V de Portugal. D. Afonso V, que lhe manifestava grande afeto, lhe deu por Carta de 1 de abril de 1462 Armas Novas com a justificação de que tinham sido enormes os serviços por ele prestados nas Tomadas de Ceuta e Tânger, além dos que lhe devia o próprio monarca outorgante pelos cavalos e homens que, equipados à sua custa, levara Martim Esteves à Tomada de Alcácer-Ceguer onde, de resto, fora armado Cavaleiro pelo Africano. De Martim Esteves Boto ficou geração. As Armas dos deste Apelido são: franchado, o 1.º e o 4.º de ouro, com uma cabeça de Mouro de sua cor, fotada de prata, o 2.º e o 3.º de vermelho, com uma torre de prata, aberta e iluminada de negro; timbre: uma torre do escudo encimada pela cabeça de Mouro.